# Radicidație
Radicidația este un caz specific de iradiere a alimentelor pentru care doza de radiații ionizante aplicată produselor este suficientă pentru a reduce numărul de bacterii patoɡene viabile specifice neformatoare de spori, într-o asemenea măsură încât acestea devin nedetectabile atunci când sunt examinate prin orice metodă recunoscută. Doza necesară acestui proces este de 2–8 kGy. Termenul poate fi utilizat de asemenea pentru distrugerea paraziților (cum ar fi tenia și trichinella) în produse din carne, caz în care doza necesară este cuprinsă între 0,1–1 kGy. Atunci când procesul este folosit în special pentru a distruge organismele enteropatoɡene și enterotoxinogene aparținând genului Salmonella, procesul este denumit specific „raducidația salmonellei”.
Denumirea procesului este derivată din termenii radiație și „caedere” (latinăː a cădea, a tăia, a ucide).

## Vezi si
- Iradierea alimentelor
- Radapertizare
- Radurizație